# Eucalyptus lockyeri
Eucalyptus lockyeri är en myrtenväxtart som beskrevs av Donald Frederick Blaxell och Kenneth D. Hill. Eucalyptus lockyeri ingår i släktet Eucalyptus och familjen myrtenväxter. Inga underarter finns listade i Catalogue of Life.